# Les Fruits sanglants
Les Fruits sanglants (血玉樹, Ketsugyokuju) est un recueil de shōjo mangas de Junji Itō, prépubliés dans le magazine Monthly Halloween entre 1988 et novembre 1993 puis publié par Asahi Sonorama en un volume relié sorti en mai 1998. La version française a été éditée par Tonkam dans la collection « Frissons » en un tome sorti en janvier 2010.
Ce recueil fait partie de la « Itoh Junji Kyofu Manga Collection (伊藤潤二恐怖マンガＣｏｌｌｅｃｔｉｏｎ) », publié sous le no 8 au Japon et no 7 en France.

## Sommaire
Les Fruits sanglants (血玉樹, Chitamagi)
L'Épreuve du dédale (耐え難い迷路, Taegatai Meiro)
L'Épée de réanimation (リ・ アニメーターの剣, Re-animator no Ken)
Le Testament (遺書, Isho)
Le Pont (橋, Hashi)
Logique diabolique (悪魔の論理, Akuma no Ronri)
Dans la même salle (相部屋, Aibeya)

## Publication
| no | Japonais       | Japonais       | Français       | Français          |
| no | Date de sortie | ISBN           | Date de sortie | ISBN              |
| -- | -------------- | -------------- | -------------- | ----------------- |
| 1  | 1er mai 1998   | 978-4257903208 | 6 janvier 2010 | 978-2-7595-0094-9 |

### Première parution
1. ↑  Monthly Halloween, novembre 1993.
2. ↑  Monthly Halloween, juillet 1990.
3. ↑  Monthly Halloween, août 1989.
4. ↑  Monthly Halloween, février 1992.
5. ↑  Monthly Halloween, mars 1991.
6. ↑  Monthly Halloween spécial meurtres, été 1988.

### Édition japonaise
Asahi Sonorama
1. 1 2  (ja) « Tome 1 », sur amazon.co.jp.

### Édition française
Tonkam
1. 1 2  (fr) « Tome 1 »(Archive.org • Wikiwix • Archive.is • Google • Que faire ?).